# Agromyza potentillae
Agromyza potentillae is een vliegensoort uit de familie van de mineervliegen (Agromyzidae). De wetenschappelijke naam van de soort is voor het eerst geldig gepubliceerd in 1864 door Kaltenbach.